# Awa Maru
Awa Maru – japoński statek pasażersko-transportowy zatopiony w Cieśninie Formoza w drodze do Japonii, gdzie powracał po dostarczeniu do japońskich obozów jenieckich zaopatrzenia Międzynarodowego Czerwonego Krzyża, przewożąc przy okazji nielegalną kontrabandę.
W połowie 1944 roku, podczas wojny na Pacyfiku, rząd Stanów Zjednoczonych zatroskany był okrutnym traktowaniem przez Japonię amerykańskich jeńców wojennych w japońskich Terytoriach Południowych. Za pośrednictwem neutralnej Szwajcarii zwrócił się więc do rządu Japonii z pytaniem, czy Japonia dostarczy do Terytoriów Południowych środki Międzynarodowego Czerwonego Krzyża zapewnione przez Stany Zjednoczone. Władze cesarstwa przyjęły początkowo chłodno amerykańską prośbę, jednak po odcięciu przez amerykańskie okręty szlaków morskich na południe, ujrzały w amerykańskiej propozycji sposób na skryte dostarczenie do odciętych tam wojsk japońskich amunicji i zaopatrzenia wojennego, a w drodze powrotnej przewiezienie do Japonii setek dowódców i członków załóg jednostek morskich. W lutym 1945 roku zatem, rząd Japonii przystał na amerykańska propozycję. Zaangażowany do tego Awa Maru został w Japonii załadowany tonami amunicji i części zamiennych do samolotów oraz 2 000 ton pomocy humanitarnej (według niektórych źródeł, jedynie 175 ton). Japonia oficjalnie ogłosiła trasę statku, który 17 lutego miał opuścić Japonię udając się do Singapuru i portów indonezyjskich a następnie powrócić przez Hongkong i Takao, Formozę, następnie przez Cieśninę Formoza do Japonii. Awa Maru miał być specjalnie oznakowany białymi krzyżami po każdej stronie, oraz białymi krzyżami świetlnymi w nocy. Statek miał mieć również włączone światła nawigacyjne podczas pory nocnej.
W Stanach Zjednoczonych jednak wiele osób było sceptycznych wobec tego rejsu. Wśród nich znajdowali się admirałowie Charles Lockwood - dowódca floty podwodnej Floty Pacyfiku - oraz James Fife, w tym czasie dowódca wszystkich jednostek podwodnych VII Floty. Sceptycy patrzyli z podejrzliwością na nadmierną liczbę japońskich statków szpitalnych, pływających z oraz do Japonii. Powstrzymywali się jednak od protestów, uznając to za sprawę Departamentu Stanu. Na początku lutego 1945 roku, obaj dowódcy floty podwodnej wysłali do swoich okrętów niekodowane informacje otwartym tekstem, zawiadamiające dowódców o szczegółach rejsu Awa Maru wraz z nakazem umożliwienia jednostce bezpiecznego przejścia. Admirał Lockwood wysyłał te informacje trzykrotnie, po trzy razy w ciągu nocy - łącznie dziewięć razy.
Japoński statek bezpiecznie przepłynął swoją trasę na południe, obserwowany przez amerykańskie okręty podwodne, zawijając do kolejnych portów etapowych, gdzie dokonano załadunku tysięcy balii surowej gumy i innych strategicznych surowców. Dodatkowo, zaokrętowano około 1 700 pasażerów, głównie kapitanów statków handlowych, oficerów marynarki, mechaników oraz marynarzy i pewną liczbę urzędników państwowych.
Admirałowie Lockwood i Fife poczuli się jeszcze bardziej zaniepokojeni, gdy japońskie dowództwo ogłaszając powrotną marszrutę statku, wyznaczyło ją przez obszar wielkiego japońskiego pola minowego między zachodnim wybrzeżem Wysp Nansei a brzegami Chin - o którym Amerykanie wiedzieli ze źródeł wywiadowczych. Lockwood i Fife, podejrzewali iż Japończycy chcieli wpoić w Amerykanów przekonanie, że rejon jest bezpieczny, aby zwabić amerykańskie okręty podwodne w pułapkę minową. Tuż jednak przed wyjściem Awa Maru w drogę powrotną, ogłosili nową trasę jednostki, która omijała niebezpieczny rejon.
Na początku marca adm. Lockwood ponownie wysłał do wszystkich okrętów podwodnych wiadomość otwartym tekstem, powtarzając ją trzykrotnie każdej z trzech nocy. 28 marca wysłał jeszcze jedną, tym razem zakodowaną wiadomość "do wszystkich okrętów podwodnych":

POZWOLIĆ PRZEJŚĆ BEZPIECZNIE AWA MARU PRZEWOŻĄCEJ ZAOPATRZENIE JEŃCÓW WOJENNYCH. BĘDZIE PRZEPŁYWAŁA PRZEZ WASZE REJONY MIĘDZY 30 MARCA I 4 KWIETNIA. JEST OŚWIETLONA W NOCY I OKLEJONA BIALYMI KRZYŻAMI.

Dowódca USS Greenfish, kmdr Charles Loughlin, otrzymał tę wiadomość, jednakże nie otrzymał wcześniejszych otwartych wiadomości, prawdopodobnie nie zawiadomiony o nich przed swojego oficera komunikacji. Po odkodowaniu wiadomości z 29 marca, dowódca Greenfisha uznał ją za "najgłupszą wiadomość jaką kiedykolwiek widział", gdyż nie była skierowana do żadnego konkretnego okrętu podwodnego i nie zawierała jakichkolwiek informacji na temat kursu, prędkości oraz trasy japońskiego statku.

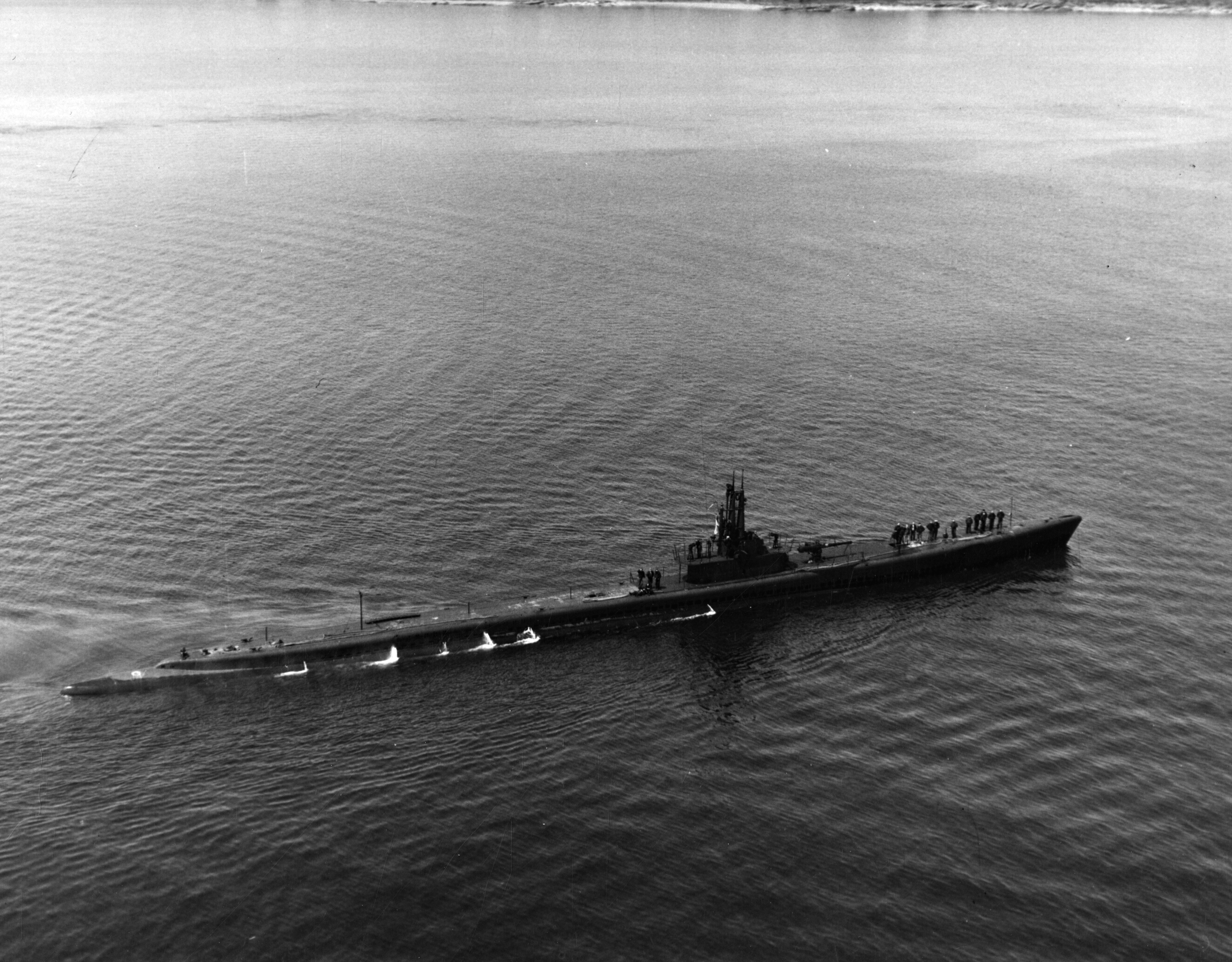
USS „Queenfish” niecały miesiąc po zatopieniu „Awa Maru”

1 kwietnia, członek tego samego wilczego stada, USS Sea Fox (SS-402) trafił na mały konwój i zaatakował go uszkadzając frachtowiec. Jego dowódca Roy Klinker powiadomił droga radiową Loughlina o uzyskanym kontakcie, a dwie godziny później Queenfish uzyskał pojedynczy kontakt radarowy na jednostkę w odległości 15 500 metrów. Dowódca Queenfish rozpoznał echo, jako niszczyciel tropiący Sea Foxa który zaatakował broniony przez niego konwój. Korzystając ze wskazań radaru, okręt podwodny Loughlina zbliżył się do swojego celu na odległość 1 kilometra, jednak z powodu mgły widoczność wzrokowa ograniczona była do 180 metrów. Amerykański dowódca obrócił więc okręt, i wystrzelił na namiar radowy 4 torpedy z rufowych wyrzutni torpedowych. Torpedy ustawione były na głębokość 90 centymetrów, wystrzelone zaś w wachlarzu o rozstawie 90 metrów. Wkrótce potem, dokładnie o przewidzianym czasie, akustyk okrętu usłyszał 4 eksplozje, a Loughlin mógł czuć satysfakcję z perfekcyjnego trafienia czterech torped w 90-metrowy niszczyciel, co nie było wcale łatwe. Queenfish podszedł do rejonu zatopienia w celu podniesienia rozbitków, jednak na miejscu znaleziono jedynie plamę oleju napędowego i między 15 a 20 ludzi trzymających się pływających szczątków, z których jeden zgodził się wejść na pokład okrętu podwodnego. Rozbitek był w złej kondycji, fizycznej, toteż dopiero po kilku godzinach dowódca okrętu poznał prawdę - zatopił Awa Maru.
Komandor Loughlin natychmiast powiadomił admirała Lockwooda o swoim błędzie. Dowódca floty po otrzymaniu wiadomości, czuł się zmartwiony trzema sprawami. Po pierwsze, iż incydent wywoła międzynarodowy skandal porównywalny ze sprawą zatopienia przez Niemców Lusitanii na czym ucierpi wizerunek Stanów Zjednoczonych, po drugie że Japończycy mogą "wziąć barbarzyński odwet" na amerykańskich jeńcach wojennych - zwłaszcza na pojmanych członkach załóg okrętów podwodnych, po trzecie zaś obawiał się, że w imię załatwienia sprawy, może zostać poświęcony komandor Loughlin - jeden z jego najlepszych dowódców. Lockwood powiadomił o zajściu dowódcę Floty Pacyfiku admirała Chestera Nimitza oraz najwyższego wojskowego dowódcę US Navy, szefa operacji morskich adm. Ernesta Kinga, oraz rozkazał Loughinowi i Klinkerowi przeszukiwanie rejonu w poszukiwaniu dalszych ocalałych z Awa Maru.
Gdy admirał King otrzymał wiadomość od dowódcy okrętów podwodnych Floty Pacyfiku, zareagował z typowym dla siebie chłodem i szorstkością. Wysłał w Lockwoodowi wiadomość radiową o treści:

ROZKAŻ LOUGHINOWI NATYCHMIAST POWRÓCIĆ DO PORTU... ZDEJMIJ
LOUGHLINA Z DOWÓDZTWA I POSTAW GO PRZED SĄD WOJENNY.

W miejscu zatopienia Awa Maru, ani Loughin ani Klinker nie mogli znaleźć więcej rozbitków. Cała załoga oraz 1700 pasażerów najwyraźniej utonęli. Gdy jednak oba okręty podwodne pływały w okolicy między szczątkami, ich załogi naliczyły około 400 pływających po powierzchni bel surowego kauczuku.
Po przybyciu do portu, dowódca USS Greenfish stanął przed sądem wojennym.